# 阿里斯東尼克
阿里斯東尼克（？—前129年），他在阿塔羅斯三世逝世後，為反抗羅馬統治，宣稱自己是阿塔羅斯三世的弟弟，並自立為帕加馬王國國王，是為歐邁尼斯三世。
前133年，帕加馬國王阿塔羅斯三世逝世，在遺屬中他把王國獻給羅馬共和國。但羅馬接收帕加馬主權動作緩慢，這給了阿里斯東尼克機會，他宣稱自己是歐邁尼斯二世之私生子，是阿塔羅斯三世的弟弟。他趁著王位空缺之時，登上了王位，並取了王朝統治者相傳的名字，即為歐邁尼斯三世。一般來說，他不被史學界視為阿塔羅斯王朝正統君主。
首先，他以承諾會解放沿海希臘城邦，來獲取他們的支持，但沒有成功。接著，同樣他以承諾會給予國內奴隸和農奴自由，試圖得到他們擁護。然而不確定此社會改革的效果，或者這只是權位者的空話。阿里斯東尼克後來與伯勞修斯（Gaius Blossius）共謀，前131年羅馬派遣普布利烏斯·李錫尼·克拉蘇·迪維斯·姆基安努斯（Publius Licinius Crassus Dives Mucianus）率領軍隊開始討伐阿里斯東尼。最後於前129年，阿里斯東尼遭到前130年羅馬執政官馬爾庫斯·佩爾佩爾納（Marcus Perperna）的羅馬軍隊擊敗，並被俘。在他被捕後，他被帶往參加羅馬的凱旋式，絞死。

## 來源
- Hansen, Esther V. (1971). The Attalids of Pergamon. Ithaca, New York: Cornell University Press; London: Cornell University Press Ltd. ISBN 0-8014-0615-3.
- Kosmetatou, Elizabeth (2003) "The Attalids of Pergamon," in Andrew Erskine, ed., A Companion to the Hellenistic World. Oxford: Blackwell: pp. 159–174. ISBN 1-4051-3278-7. text （页面存档备份，存于）
- Robinson, E.S.G. (1954) "Cistophori in the Name of King Eumenes," Numismatic Chronicle 6: pp. 1-7.

| 統治者頭銜          | 統治者頭銜                       | 統治者頭銜               |
| ------------------- | -------------------------------- | ------------------------ |
| 前任： 阿塔羅斯三世 | 帕加馬國王 約前132年 – 約前129年 | 繼任： 無 羅馬共和國占領 |